# Grigoras Dinicu
Grigoraș Ionică Dinicu (Bucarest, 3 aprile 1889 – Bucarest, 28 marzo 1949) è stato un violinista e compositore rumeno.
Deve gran parte della sua notorietà alla composizione del brano Hora staccato (1906), che è stato eseguito in un numero incalcolabile di trascrizioni ed adattamenti. 

## Primi anni e formazione
Era nato a Bucarest, nel quartiere Scaune. Studiò al Conservatorio della sua città con Dumitru Georgescu-Kiriac. Ebbe poi modo di frequentare Carl Flesch, grande pedagogo del violino, con il quale studiò nel 1902. Ricevette una borsa di studio per l'Accademia di Vienna, ma non fu poi ammesso.

## Carriera
Dopo il diploma suonò il violino con l'Orchestra del Ministero della Pubblica Istruzione, suonando anche da solista. Il suo brano Hora staccato fu scritto nel periodo iniziale della sua carriera. Per oltre 40 anni, dal 1906 al 1946, diresse concerti di musica popolare. Viaggiò molto, come solista e direttore.
Morì a Bucarest di cancro alla laringe.